# サンタフェ (原子力潜水艦)
|          |                                            |
| 艦歴     |                                            |
| 発注     | 1986年3月21日                              |
| 起工     | 1991年7月9日                               |
| 進水     | 1992年12月12日                             |
| 就役     | 1994年1月8日                               |
| その後   | 就役中                                     |
| 母港     | ハワイ州真珠湾                             |
| 性能諸元 |                                            |
| 排水量:  | 満載：6,927 トン、 基準：6,000 トン        |
| 全長     | 110.3 m (362 ft)                           |
| 全幅     | 10 m (33 ft)                               |
| 喫水     | 9.4 m (31 ft)                              |
| 最大速   | 水上25 kt (46 km/h)、 水中30+ kt (56 km/h) |
| 潜行深度 |                                            |
| 機関     | S6G reactor 1基                            |
| 乗員     | 士官12名、兵員98名                         |
| モットー |                                            |
|          |                                            |

サンタフェ(USS Santa Fe, SSN-763)は、アメリカ海軍のロサンゼルス級原子力潜水艦の52番艦。艦名はニューメキシコ州サンタフェに因んで命名された。その名を持つ艦としてはクリーブランド級軽巡洋艦6番艦(CL-60)以来2隻目。

## 艦歴
サンタフェの建造は1986年3月21日にコネチカット州グロトンのジェネラル・ダイナミクス・エレクトリック・ボート社に発注され、1991年7月9日に起工した。1992年12月12日にジョイ・ジョンソン夫人によって命名、進水し、1994年1月8日にロジャー・P・クリュル艦長の指揮下就役した。
2001年にサンタフェはマージョリー・ステレット戦艦基金賞を受賞した。 
サンタフェは2003年9月から2004年3月にかけて太平洋に配備された。この配備では合同演習 ANNUALEX '03 に参加し、海上自衛隊と活動を行った。また、シンガポール、グアム、佐世保へ複数回、横須賀への訪問を行う。横須賀での停泊中には台風に遭遇した。この配備を完了し、サンタフェは潜水艦に与えられる2番目に高位の栄誉である海軍殊勲部隊章を受章した。
2004年10月には3ヶ月に及ぶ乾ドック入りを始める。補修作業、公試が完了すると2005年5月から2ヶ月に及ぶ東太平洋への配備が行われた。
2005年6月に母港の真珠湾に帰還し、その後8月9日からは再び西太平洋に配備される。この配備ではインド海軍との演習に参加した。サンタフェはインド海軍との演習を行った2番目の原子力潜水艦であった。演習後サンタフェはタイのプーケットに停泊する。プーケットの停泊も、2001年以来アメリカ海軍艦艇によって初めて行われたものであった。サンタフェは2006年2月に真珠湾に帰還した。
2006年7月には東海岸を通過し北極点に近づいた。